# أبو يزيد البسطامي
أبو يزيد طيفور بن عيسى بن شروسان البسطامِي (188 - 261 هـ) من أوائل المتصوّفين المسلمين، لُقب بـ«سلطان العارفين» من أهل السنّة والجماعة، ترك أثرًا كبيرًا في عالم التصوّف على الرغم أنه لم يترك أي كتب أو مؤلفات، تأثّر به العديد من التلاميذ والمقلدين ويعرفون بالطيفورية أو البسطامية.
ولد سنة 188 هـ، واسمه الفارسي «بايزيد» كما عرف كذلك باسم طيفور، وله من الأخوة آدم وعلي وكذلك أختان. والإخوة الثلاثة كلهم زهاد عّباد، وأبو يزيد أجلهم حالا. ذكرت السّير أن أبا يزيد كان أفضلَ أهل زمانه ، وأنّه وصل إلى درجة من العلوم والمكاشفات والفناء لم يُسبَق إليها. درس الفقه الحنفي  وأخذ طريقة الفناء الصوفي عن أبي علي السندي الذي علّمه الطريقة الهندية التي يسمونها مراقبة الأنفاس، والتي وصفها أبو يزيد بأنها عبادة العارف بالله.
قضى حياته في بسْطام مسقط رأسه، منعزلا في مسجده ومع ذلك فقد كان يقدّم الدروس لزوّاره. اضطر في فَترات قصيرة اضطر إلى العيش بعيدًا عن بلده لعداوة المتكلمين من أهل السنَّة له.

## شيوخه
تتلمذ أبو يزيد البسطامي على يد شقيق البلخي وأبي تراب النخشبي وذي النون المصري ويحيى بن معاذ الرازي. وتشير الآثار التاريخيّة أنّه كان أيضا مطّلعا على مقالات السريّ السقطي خال الجنيد، ولكنّه لم يلتق بالجنيد على الرغم من أنّهما متعاصران.

## تلاميذه
من بين زوار أبى يزيد الذين دونوا أقواله أبو موسى (الثانى) الدبَيلى، وأبو إسحق إبراهيم الهروى وهو تلميذ إبراهيم بن أدهم، والصوفى المشهور أحمد بن خدرويه الذى زاره في الحج. وكان أبو يزيد صديقًا لـ ذى النون المصرى، وقد كتب الجنيد شرحًا لأقواله بقيت أجزاء منه في كتاب "اللُّمع في التصوف" لأبي نصر السراج.

## الأحاديث التي في سندها أبو يزيد البسطامي
روى أبو يزيد البسطامي عن إسماعيل السدي، وجعفر الصادق، وذكر ابن الجوزي أنّ له ثلاثة أحاديث، إثنان منها ضعيفان، والثالث هو حديث أبي سعيد الخدري مرفوعا إلى النبّي صلّ الله عليه وسلّم قال: 
إن من ضَعْفِ اليقينِ أن تُرْضِيَ الناسَ بسَخَطِ اللهِ، وأن تَحْمَدَهم على رِزْقِ اللهِ، وأن تَذُمَّهُم على ما لم يُؤْتِكَ اللهُ، إن رِزْقَ اللهِ لا يَجُرُّهُ إليكَ حِرْصُ حَرِيصٍ، ولا يَرُدُّهُ كُرْهُ كارِهٍ، وإن اللهَ تعالى بحكمتِهِ وجلالِهِ جعل الرَّوْحَ والفَرَجَ في الرِّضَا، وجعل الهَمَّ والحَزَنَ في الشَّكِّ والسَّخَطِ
وقد ضعّف الشيخ الألباني هذا الحديث، إلاّ أنّ الشيخ ابن باز استشهد به وشرحه، وكذلك الشيخ ابن عثيمين في شرحه لـ كتاب التوحيد للشيخ محمد بن عبد الوهاب الذي أورده بدوره.

## أشهرٌ أقواله
وصل من أقوال أبي يزيد حوالي خمسمائة أثر، بعضها يستشفّ منه أن أبا يزيد بلغ بالمجاهدة حالة الفناء في الله. وقد جمع هذه الأقوال ورواها أهل حضرته وزواره وخاصة مريده وتابعه أبو موسى (الأول) أكبر أبناء أخيه آدم وكذلك تلقى عنه الجنيد أقوالا باللغة الفارسية وترجمها إلى العربية وجمع الحافظ ابن الجوزي طرفا كبيرا منها في كتابه صفوة الصفوة، منها:
- لَيْسَ لَهُ حَدٌّ، إِنَّمَا هُوَ فَرَاغُ قَلْبِكَ لَوْحدَانيَّتِهِ، فَإِذَا كُنْتَ كَذَلِكَ، فَارْفَعْ لَهُ أَيَّ اسْمٍ شِئْتَ مِن أَسْمَائِهِ إِلَيْهِ [18]
- للهِ خَلْقٌ كَثِيْرٌ يَمْشُوْنَ عَلَى المَاءِ، لاَ قِيْمَةَ لَهُمْ عِنْدَ الله، وَلَوْ نَظَرْتُم إِلَى مَنْ أُعْطِيَ مِنَ الكَرَامَاتِ حَتَّى يَطِيْرَ، فَلاَ تَغْتَرُّوا بِهِ حَتَّى تَرَوا كَيْفَ هُوَ عِنْدَ الأَمْرِ وَالنَّهْي، وَحِفْظِ الحُدُوْدِ وَالشَّرْعِ[19]
- دعوت نفسي إلى طاعة الله فلم تجبني فمنعتها الماء سنة[20]
- هَذَا فَرَحِي بِكَ وَأَنَا أَخَافُكَ، فَكَيْفَ فَرَحِي بِكَ إِذَا أَمِنْتُكَ؟ لَيْسَ العَجَبُ مِنْ حُبِّي لَكَ، وَأَنَا عَبْدٌ فَقِيْرٌ، إِنَّمَا العَجَبُ مِنْ حُبِّكَ لِي، وَأَنْتَ مَلِكٌ قَدِيْرٌ.[21]
- مَا دَامَ العَبْدُ يَظُنُّ أَنَّ فِي النَّاس مَنْ هُوَ شَرٌّ مِنْهُ، فَهُوَ مُتَكَبِّرٌ [18]
- مَنْ نَظَرَ إِلَى شَاهِدِي بِعَيْنِ الاضطرَابِ، وَإِلَى أَوْقَاتِي بِعَيْنِ الاغْتِرَابِ، وَإِلَى أَحْوَالِي بِعَيْنِ الاسْتِدْرَاجِ، وَإِلَى كَلاَمِي بِعَيْنِ الاَفْتِرَاءِ، وَإِلَى عِبَارَاتِي بِعَيْنِ الاجْتِرَاءِ، وَإِلَى نَفْسِي بِعَيْنِ الاَزْدِرَاءِ، فَقَدْ أَخطَأَ النَّظَرَ فِيَّ [22]
- عن عبد الصمت بن محمد عن أبي يزيد أنه صعد ليلة سور بسطام فلم يزل يدور على السور إلى وقت طلوع الفجر، يريد أن يقول لا إله إلا الله فيغلبه ما يريد عليه من هيبة الاسم فلا يستطيع أن يطلق بها لسانه، فلما كان وقت طلوع الفجر نزل فبال الدم[23].
- طلقت الدنيا ثلاثاً بتاتاً لا رجعة لي فيها، وصرت إلى ربي وحدي فناديته بالاستغاثة: إلهي أدعوك دعاء من لم يبق له غيرك. فلما عرف صدق العداء من قلبي، اليأس من نفسي، كان أول ما ورد علي من إجابة هذا الدعاء أن أنساني نفسي بالكلية ونصب الخلائق بين يدي مع إعراضي عنهم[23]

## أقوال العلماء المسلمين فيه
يرى بعض المستشرقين أنّ البسطامي كان يقول بوحدة الوجود، ونسبت إليه بعض الشطحات كقول «لا إله إلا أنا فاعبدوني» وقوله «سبحاني ما أعظم شأني».
لكن بعض علماء الإسلام السلف على اختلاف مذاهبهم أثنوا عليه، على الرغم من إنكارهم عليه في بعض أقواله، إلّا أنهم تأولوا له وترحّموا عليه ومنهم:

### ابن تيمية
ترحّم شيخ الإسلام ابن تيمية علي الشيخ أبي يزيد البسطامي واتهم من ينقل عنه بالكذب عليه، ومع أنّه غلّطه في بعض أقواله إلّا أنّه ما لبث أن أثنى عليه فقال في مجموع الفتاوى المجلّد 18 الصفحة 257:
(جمَعَ أَبُو الْفَضْلِ الْفَلَكِيُّ كِتَابًا مِن كَلَامِ أَبِي يَزِيدَ البسطامي سَمَّاهُ "النُّور مِن كَلَامِ طيفور" فِيهِ شَيْءٌ كَثِيرٌ لَا ريبَ أَنَّهُ كَذِبٌ عَلَى أَبِي يَزِيدَ البسطامي، وَفِيهِ أَشْيَاءُ مِن غَلَطِ أَبِي يَزِيدَ -رَحْمَةُ اللهِ عَلَيْهِ-، وَفِيهِ أَشْيَاءُ حَسَنَةٌ مِن كَلَامِ أَبِي يَزِيدَ، وَكُلُّ أَحَدٍ مِن النَّاسِ يُؤْخَذُ مِن قَوْلِهِ وَيُتْرَكُ إلَّا رَسُولَ اللهِ -صلى الله عليه وسلم-)
و اعتذر شيخ الاسلام ابن تيميّة للشيخ أبي يزيد البسطامي بالسكر الروحانيّ وأوصى بأن تطوى كلماته ولا تروى، ونفى عنه تهمة الحلول والإتّحاد واتّهم بها الغلاة من أتباعه، فقال في مجموع الفتاوى:
(فَهَذَا التَّوْحِيدُ: هُوَ الَّذِي جَاءَتْ بِهِ الرُّسُلُ وَنَزَلَتْ بِهِ الْكُتُبُ وَإِلَيْهِ تُشِيرُ مَشَايِخُ الطَّرِيقَةِ وَعُلَمَاءُ الدِّينِ لَكِنَّ بَعْضَ ذَوِي الْأَحْوَالِ قَدْ يَحْصُلُ لَهُ فِي حَالِ الْفَنَاءِ الْقَاصِرِ سُكْرٌ وَغَيْبَةٌ عَنْ السَّوِيِّ وَالسُّكْرِ وُجِدَ بِلَا تَمْيِيزٍ. فَقَدْ يَقُولُ فِي تِلْكَ الْحَالِ: سُبْحَانِي أَوْ مَا فِي الْجُبَّةِ إلَّا اللَّهُ أَوْ نَحْوَ ذَلِكَ مِنْ الْكَلِمَاتِ الَّتِي تُؤْثَرُ عَنْ أَبِي يَزِيدَ البسطامي أَوْ غَيْرِهِ مِنْ الْأَصِحَّاءِ وَكَلِمَاتُ السَّكْرَانِ تُطْوَى وَلَا تُرْوَى وَلَا تُؤَدَّى؛ إذَا لَمْ يَكُنْ سُكْرُهُ بِسَبَبِ مَحْظُورٍ مِنْ عِبَادَةٍ أَوْ وَجْهٍ مَنْهِيٍّ عَنْهُ. فَأَمَّا إذَا كَانَ السَّبَبُ مَحْظُورًا لَمْ يَكُنْ السَّكْرَانُ مَعْذُورًا لَا فَرْقَ فِي ذَاكَ بَيْنَ السُّكْرِ الْجُسْمَانِيِّ وَالرُّوحَانِيِّ؛ فَسُكْرُ الْأَجْسَامِ بِالطَّعَامِ وَالشَّرَابِ وَسُكْرُ النُّفُوسِ بِالصُّوَرِ وَسُكْرُ الْأَرْوَاحِ بِالْأَصْوَاتِ. وَفِي مِثْلِ هَذَا الْحَالِ: غَلِطَ مَنْ غَلِطَ بِدَعْوَى الِاتِّحَادِ وَالْحُلُولِ الْعَيْنِيِّ فِي مِثْلِ دَعْوَى النَّصَارَى فِي الْمَسِيحِ وَدَعْوَى الْغَالِيَةِ فِي عَلِيٍّ وَأَهْلِ الْبَيْتِ وَدَعْوَى قَوْمٍ مِنْ الْجُهَّالِ الْغَالِيَةِ فِي مِثْلِ الْحَلَّاجِ أَوْ الْحَاكِمِ بِمِصْرِ أَوْ غَيْرِهِمَا وَرُبَّمَا اشْتَبَهَ عَلَيْهِمْ الِاتِّحَادُ النَّوْعِيُّ الْحُكْمِيُّ بِالِاتِّحَادِ الْعَيْنِيِّ الذَّاتِيِّ.)
بل إنّه خلع على أبي يزيد البسطامي لقب المشيخة واتّهم الغلاة فيه -مرّة أخرى- بالكذب عليه وعدم فهمه والوقوع في الحلول والإتّحاد فقال في في كتابه "الرد على الشاذلي":
(وكذلك بعض الغلاة في المشايخ، فيهم مَن قد يعتقد الحلول والاتحاد في بعض المشايخ، ويحكون كلمات مجملة أو فاسدة عن أبي يزيد البسطامي وغيره مضمونها الحلول، ويعتقدون أنها صحيحة، وتلك الكلمات بعضها كذب عمن نقلوها عنه، وبعضها مجملة لا تدل على ما قالوه، وبعضها خطأ وضلال ممن تكلَّم بها.والحلول والاتحاد كثيرًا ما يقع في أقوال الغالطين من الصوفية، ولهذا أنكر عليهم أبو نعيم الأصبهاني في أول كتاب «حلية الأولياء»، وأنكره أيضًا أبو القاسم القُشيري في «رسالته».) 

### أبو نعيم الأصبهاني
أثنى عليه الحافظ أبو نعيم غاية الثناء، فقال عنه في حلية الأولياء وطبقات الأصفياء:
(وَمِنْهُمُ التَّائِهُ الْوَحِيدُ الْهَائِمُ الفْرِيدُ الْبِسْطَامِيُّ أَبُو يَزِيدَ تَاهَ فَغَابَ وَهَامَ فَآبَ غَابَ عَنِ الْمَحْدُودَاتِ إِلَى مُوجِدِ الْمَحْسُوسَاتِ وَالْمَعْدُومَاتِ فَارَقَ الْخَلْقَ وَوَافَقَ الْحَقَّ فَأُيِّدَ بِأَخِلَّاءِ الْخَيْرِ وَأُمِدَّ بِاسْتِيلَاءِ الْبِرِّ إِشَارَتُهُ هَانِئَةٌ وَعِبَارَاتُهُ كَامِنَةٌ لِعَارِفِيهَا ضَامِنَةٌ وَلِمُنْكِرِيهَا فَاتِنَةٌ)

### شمس الدين الذهبي
أثنى شيخ الإسلام الحافظ الذهبي على الشيخ أبي يزيد البسطامي وترحّم عليه في ترجمته له فقال في تاريخ الإسلام:
(أبو يزيد البَسْطامي الزاهد العارف، مِن كبار مشايخ القوم. وهو بكُنْيته أشْهَر وأَعْرَف. وله أَخَوَان: آدم، وعلّي، كانا زاهدَيْن عابدين. وكان جدُّهم أبو عِيسَى آدم بْن عِيسَى مجوسيًا فأسلم.ومن كلام أبي يزيد رحمه الله قَالَ: ما وجدتُ شيئًا أشدُّ عليَّ مِن العلم ومتابعته، ولولا اختلاف العلماء لبقيت حائرًا.)
و عظّم من شأن الشيخ أبي يزيد وبرّأه ونزّهه عن تهمة عن الحلول، والتمس له العذر وتأوّل له على نفس منهج الشيخ ابن تيميّة فيه فقال في نفس الترجمة:
(وقد نقلوا عَنْهُ أشياء من متشابه القول، الشّأن فِي صحّتها عَنْهُ، ولا تصحّ عن مُسْلِمٍ، فضلًا عن مثل أبي يزيد،  منها: سبحاني. (..) وحاشى مُسْلِم فاسق من قول هَذَا الكلام مقتضاه ضلاله، ولكن له تفسير وتأويل يخالف ظاهره، فالله أعلم. قَالَ (السُّلمي): ويُحكَى عَنْهُ فِي الشَّطح أشياء، منها ما لا يصحّ، ويكون مقوَّلًا عليه. وكان يرجع إِلَى أحوال سيّئة.ثُمَّ ساق بسنده عن أبي يزيد قَالَ: من لم ينظر إِلَى شاهدي بعين الاضطراب، وإلى أوقاتي بعين الاغتراب، وإلى أحوالي بعين الاستدراج، وإلى كلامي بعين الافتراء، وإلى عباراتي بعين الاجتراء، وإلى نفسي بعين الازدراء، فقد أخطأ النَّظَر فيَّ.) 

### أبو حامد الغزالي
كان شيخ الإسلام أبو حامد الغزالي من أكثر شيوخ الإسلام تعظيما للشيخ أبي يزيد البسطامي نظرا لتقارب المنهج الروحيّ بينهما، يشرح الغزالي في كتابه المنقذ من الضلال كيف تمكّن من تحصيل العلوم الشرعية والعقلية ثم اتجاهه نحو الصوفية، ليكتشف أن العلم يمكن اكتسابه بالتعلم ولكن الخصوصيات الروحية تتطلب الذوق والحال والسلوك. في النهاية، أدرك أن أصحاب الأحوال أمثال الشيخ أبي يزيد البسطامي هم الذين يمتلكون النفوس الزاهدة والتزامًا حقيقيًا بالأخلاق الصالحة، يقول:
(ثم إني لما فرغت من هذه العلوم أقبلت بهمتي على طريق الصوفية، وعلمت أن طريقتهم إنا تتم بعلم وعمل، وكان حاصل علومهم قطع عقبات النفس، والتنزه عن أخلاقها المذمومة وصفاتها الخبيثة، حتى يتوصل بها إلى تخلية القلب عن غير الله تعالى وتحليته بذكر الله.وكان العلم أيسر علي من العمل، فابتدأت بتحصيل علمهم من مطالعة كتبهم مثل: قوت القلوب لأبي طالب المكي رحمه الله، وكتب الحارث المحاسبي، والمتفرقات المأثورة عن الجنيد والشبلي وأبي يزيد البسطامي قدس الله أرواحهم وغيرهم من المشايخ،  حتى اطلعت على كنه مقاصدهم العلمية، وحصلت ما يمكن أن يحصل من طريقهم بالتعلم والسماع (...) فعلمت يقيناً أنهم أرباب الأحوال، لا أصحاب الأقوال. وأن ما يمكن تحصيله بطريق العلم فقد حصلته، ولم يبق إلا ما لا سبيل إليه بالسماع والتعلم، بل بالذوق والسلوك. وكان قد حصل معي - من العلوم التي مارستها والمسالك التي سلكتها، في التفتيش عن صنفي العلوم الشرعية والعقلية إيمان يقيني)
و استدرك على الشيخ أبي يزيد في المقولة المشهورة عنه "سبحاني ما أعظم شاني"، وتأوّل له على نفس طريقة شيخ الإسلام ابن تيميّة وشيخ الإسلام الذهبي، فقال في إحياء علوم الدين:
(... وأما أبو يزيد البسطامي رحمه الله فلا يصح عنه ما يحكى وإن سمع ذلك منه فلعله كان يحكيه عن الله عز وجل في كلام يردده في نفسه كما لو سمع وهو يقول {إنني أنا الله لا إله إلا أنا فاعبدني} فإنه ما كان ينبغي أن يفهم منه ذلك إلا على سبيل الحكاية)

### ابن كثير الدمشقي
على الرغم من أنّ الحافظ ابن كثير ذكر بأنّ أبا يزيد كان أجلّ إخوته صلاحا وعبادة، وإثباته للكرامات التي نقلها ابن خلكان عنه، إلّا أنّه التزم الحياد ولم يدافع عنه كما فعل شيخ الإسلام ابن تيمية  والحافظ الذهبي وشيخ الإسلام الغزالي  وغيرهم من العلماء، بل أورد التهم التي لاحقت أبا يزيد بالابتداع وأنكرت على العلماء الذين تأوّلوا له:
(وَكَانَ يَقُولُ: دَعَوْتُ نَفْسِي إِلَى طَاعَةِ اللَّهِ فَلَمْ تجبني فمنعتها الماء سنة، وقال إذا رأيتم الرجل قد أُعْطِي مِنَ الْكَرَامَاتِ حَتَّى يَرْتَفِعَ فِي الْهَوَاءِ فلا تعتروا بِهِ حَتَّى تَنْظُرُوا كَيْفَ تَجِدُونَهُ عِنْدَ الْأَمْرِ والنهى وحفظ الحدود والوقوف عند الشريعة. قال ابن خلكان: وله مقامات ومجاهدات مشهورة وكرامات ظاهرة. توفى سنة إحدى وستين ومائتين. قلت: وقد حكى عنه شحطات ناقصات، وقد تأولها كثير من الفقهاء والصوفية وحملوها على محامل بعيدة، وقد قال بعضهم: إنه قال ذلك في حال الاصطلام والغيبة. ومن العلماء من بدّعه وخطّأه وجعل ذلك من أكبر البدع وأنها تدل على اعتقاد فاسد كامن في القلب ظهر في أوقاته والله أعلم.)

### سبط ابن الجوزي
نقل سبط ابن الجوزي طرفا كبيرا من أخبار الشيخ أبي يزيد البسطامي في كتابه (مرآة الزمان في تواريخ الأعيان) وأثنى عليه بقوله «ولا خفاء أنَّ الرجل كان جليلًا سيِّدًا عارفًا نبيلًا»

## موقفه من المعجزات والكرامات
كان أبو يزيد على حذر من ادّعاء الكرامات لأنّه كان يرى أنّه ليس بحاجة إلى المعجزات وإنّما محتاجٌ إلى المنح الإلهيّة ، ينقل عنه ابن الجوزي ذلك الموقف فيقول:
 وبإسناد (...) قال أَبُو يَزِيد لو نظرتم إِلَى رجل أعطى من الكرامات حتى يرتفع فِي الهواء فلا تغتروا به حتى تنظروا كيف تجدونه عند الأمر والنهي وحفظ الحدود. 
و مع ذلك فقد نقلك كتب السير ثبوت الكرامات له وذكر بعضها بالتفصيل أبو القاسم القشيري وأبو نصر السراج وفريد الدين العطّار.

## براءته منالغلاةالذين يستغيثون به
برّأ شيخ الإسلام ابن تيمية الشيخ أبا يزيد البسطامي من الغلاة الذين يستغيثون به، ذكر في كتابه (قاعدة جامعة في توحيد الله وإخلاص الوجه والعمل له):
(إذا ظهر أن العبد وكل مخلوق فقير إلى الله محتاج إليه ليس فقيراً إلى سواه، فليس هو مستغنياً بنفسه ولا بغير ربه، فإن ذلك الغير فقير أيضاً محتاج إلى الله، ومن المأثور عن أبى يزيد رحمه الله أنه قال: استغاثة المخلوق بالمخلوق كاستغاثة الغريق بالغريق.)
و صنّف الحافظ ابن الجوزي الشيخ أبا يزيد البسطامي مع أوائل الصوفيّة الذين يقتدون بالكتاب والسنّة، ونقل تبرّؤه من الأدعياء الذين يتركون الفرائض والعبادة بدعوى التصوّف:
(وَقَدْ كان أوائل الصوفية يقرون بأن التعويل عَلَى الْكِتَاب والسنة وإنما لبس الشَّيْطَان عليهم لقلة علمهم (...) وبإسناد عَنْ أبي مُوسَى يَقُول سمعت أبا يَزِيد البسطامي قَالَ من ترك قراءة القرآن والتقشف ولزوم الْجَمَاعَة وحضور الجنائز وعيادة المرضى وادعى بهذا الشأن فهو مبتدع.)

## وفاته
توفّي الشيخ أبو يزيد البسطامي سنة 261 أو 264 هـ بِبسْطَامَ ، ومنذ ذلك الحين زارقبره عدد من المشهورين منهم أبو نصر السراج وياقوت الحموي والهجويري وأبو سعيد أبو الخير، ويّقال أنّ محمد خدُابَنْدَة الإخشيدى هو الذي بنى ضريحا فوقه سنة 813 هـ (1313م).
يدّعي المؤرّخ والرياضياتي التركي-الألماني فؤاد سزكين أنّ قبر أبا يزيد البسطامي ما يزال إلى يومنا هذا محلّ تقدير الصوفيين و"إجلالهم".

## معرض الصور

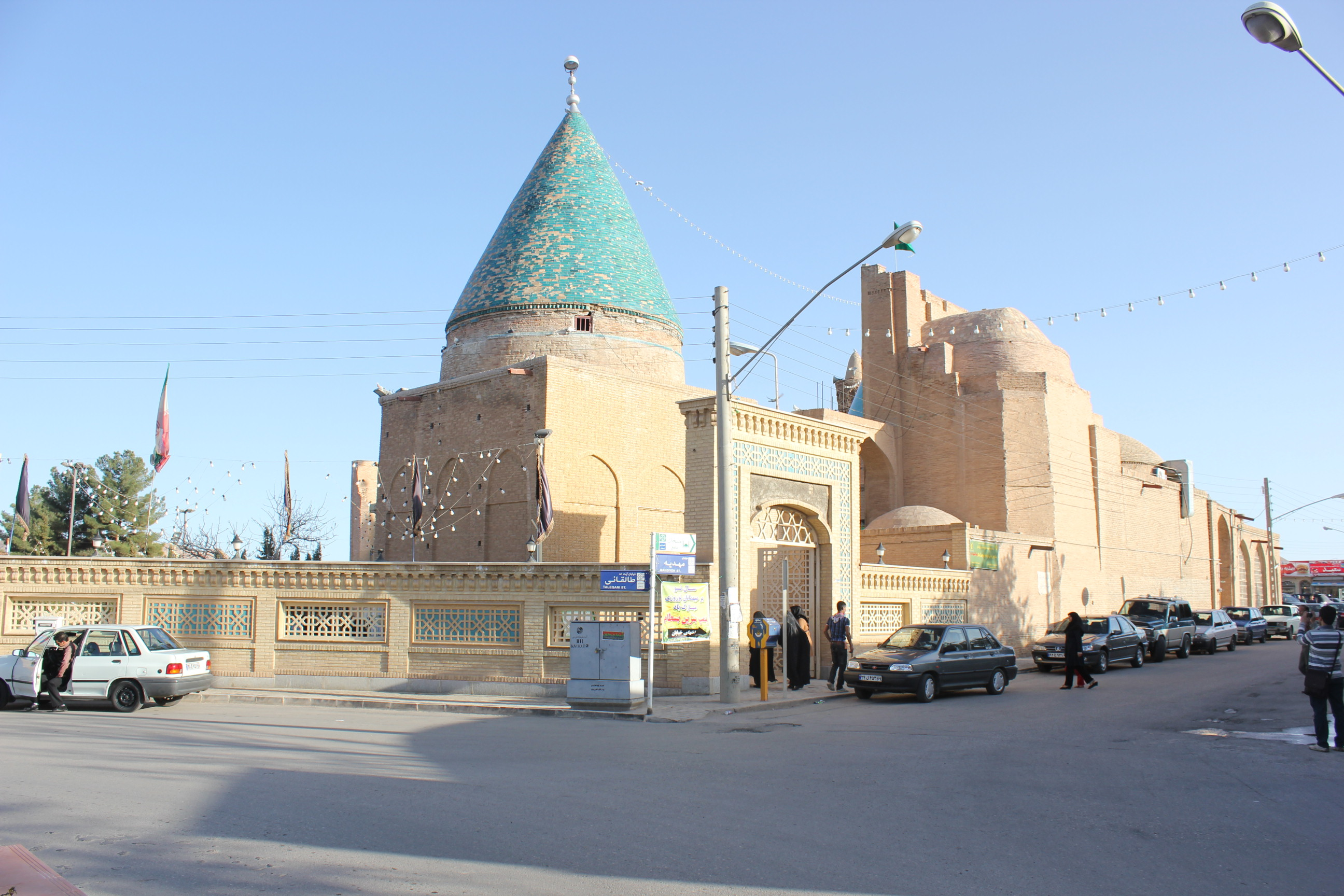
صورة حديثة للقبة التي بناها محمد خدُابَنْدَة الإخشيدى من الخارج.
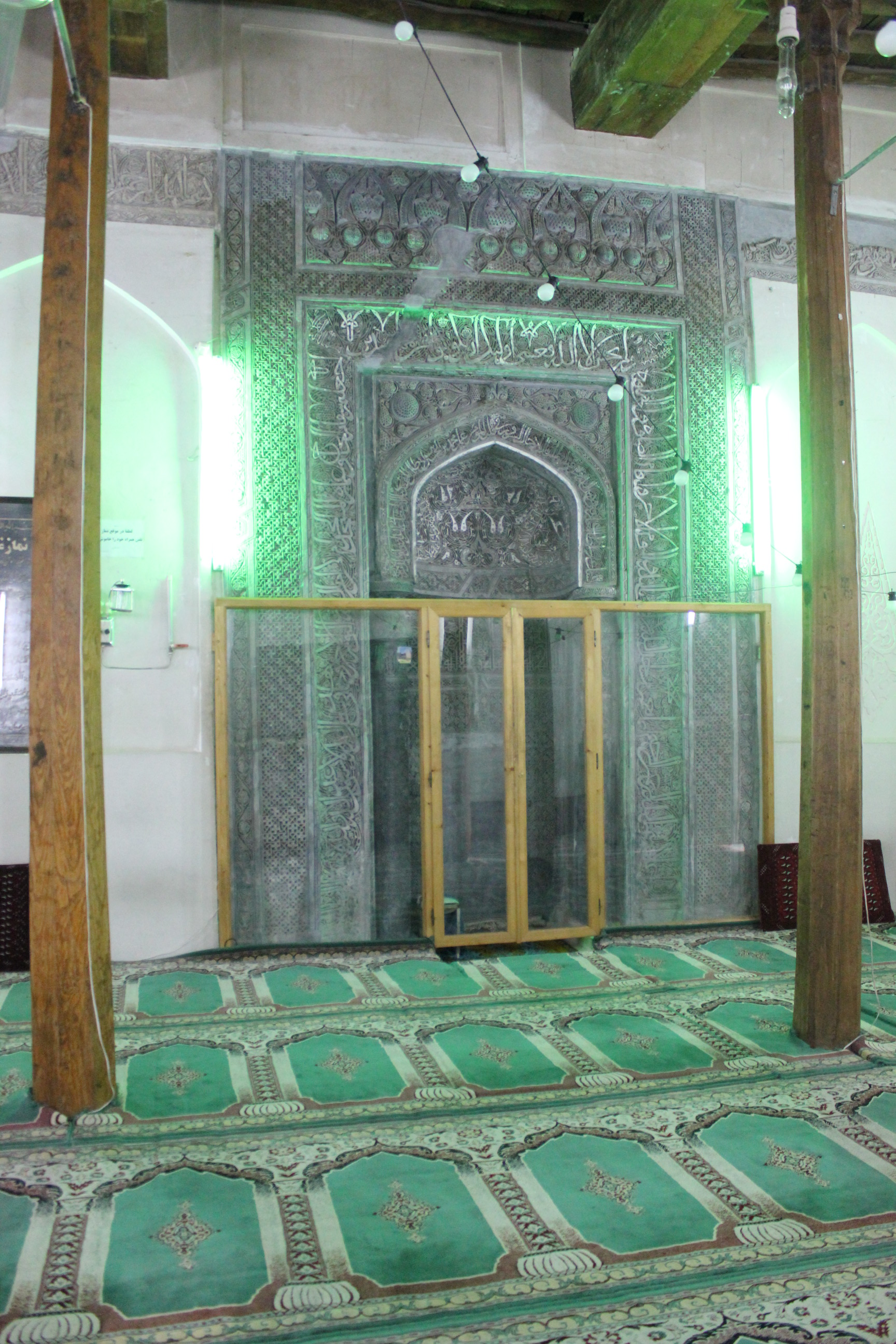
صورة لمحراب مسجد الشيخ بايزيد البسطامي.
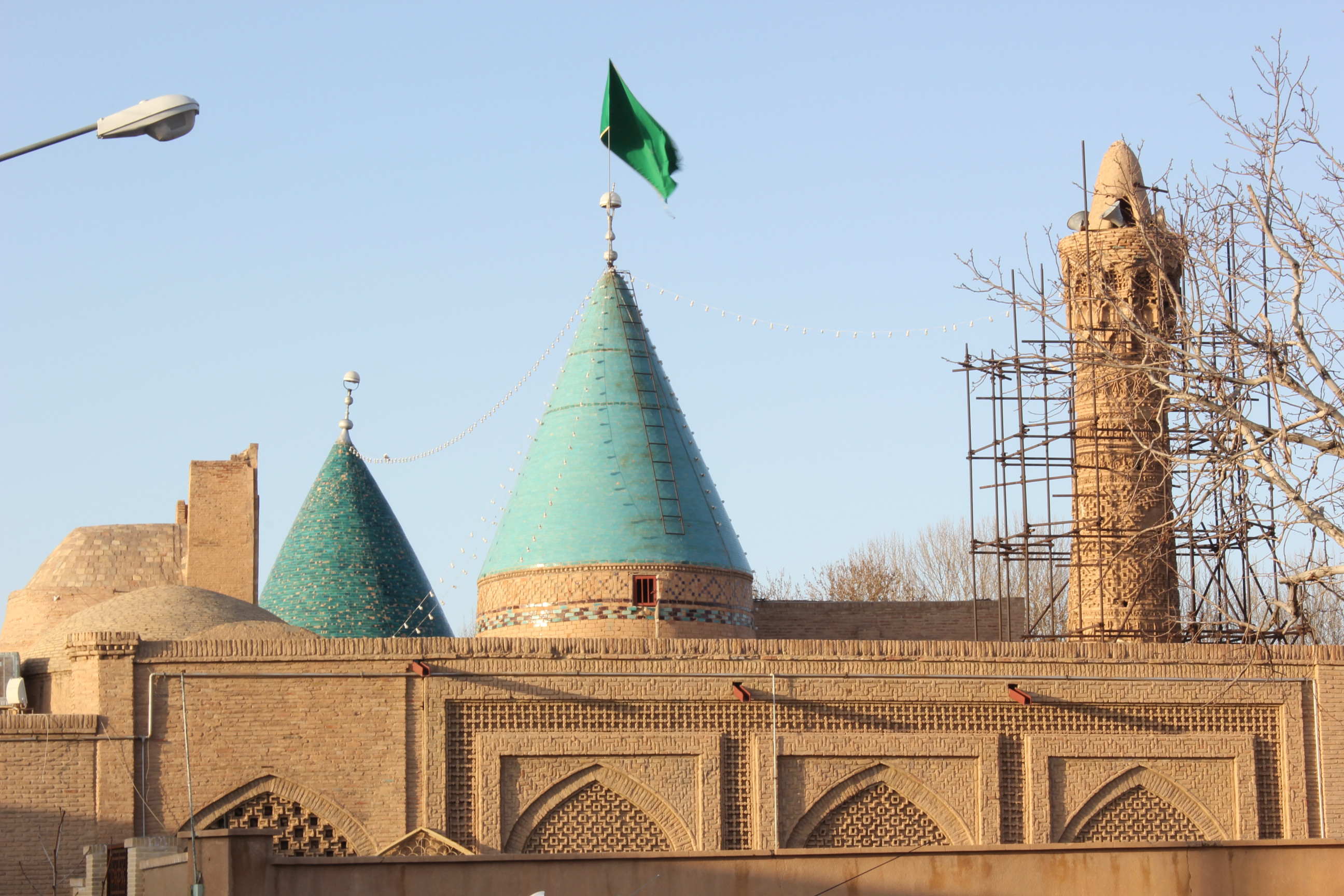
صورة أخرى للقبة التي بناها محمد خدُابَنْدَة الإخشيدى من الخارج، تظهر في الصورة عمليات الترميم للمسجد.

## روابط خارجية
- البسطامي الغائب الحاضر في عالم الأرواح
- أبو يزيد البسطامى.. الحكيم الزاهد
- أبويزيد البسطامي.. صاحب الشطحات!
- أبو يزيد البُسطامي.. تقعقعت عظامه لذكر الله